# Litobrochia biformis
Litobrochia biformis là một loài dương xỉ trong họ Pteridaceae. Loài này được Splitg. mô tả khoa học đầu tiên.
Danh pháp khoa học của loài này chưa được làm sáng tỏ. 